# Solfia samoensis
Solfia samoensis är en enhjärtbladig växtart som beskrevs av Karl Rechinger. Solfia samoensis ingår i släktet Solfia och familjen Arecaceae. Inga underarter finns listade i Catalogue of Life.